# 아오모리현 제2구
아오모리 현 제2구(일본어: 青森県第2区, あおもりけんだい2く)는 일본의 중의원 선거구이다. 1994년 일본 공직선거법 개정으로 신설되었다.

## 지역
- 하치노헤시
- 도와다시
- 미사와시
- 가미키타군
  - 시치노헤정
  - 로쿠노헤정
  - 도호쿠정
  - 오이라세정
- 산노헤군

아오모리현 제2구는 총 두 차례의 선거구 개편을 거쳤다. 우선 2017년 선거구 개편 이전에는 다음과 같았다.
- 도와다시, 미사와시, 무쓰시, 가미키타군, 시모키타군, 산노헤군, 고노헤정

2013년 선거구 개편 이전에는 다음과 같았다.
- 도와다시, 미사와시, 무쓰시, 가미키타군, 시모키타군

## 역사
중선거구가 시행되던 시절, 옛 아오모리현 1구에서는 아오모리현의 중심 아오모리시를 품고 있는 현 아오모리 제1구 의원 츠시마 유와 하치노헤 전쟁으로 대표되는 현 아오모리현 제3구 의원 다나부 마사미, 오시마 다다모리, 그리고 그밖에 1~4명 의원이 선출된 적이 있다. 하지만 니카타 지구 (가미키타와 시모키타)에서 출마했던 지역의원은 없었다. 때문에 소선거구제가 시행된 이후 비로소 자민당파의 에토 아키노리와 진보정당파의 미무라 신고 간의 선거전으로 시작되었다.
1996년 제41회 총선에서는 에토 후보가, 2000년 제42회 총선에서는 미무라 후보가 당선되었다. 2003년 제43회 총선에서는 에토가 다시 당선되었고, 2005년 제44회 총선에서는 다시 에토 의원이 재선에 성공하였다. 자민당이 참패한 2009년 제45회 총선에서도 민주당의 나카노와타리 노리코를 누르고 연속 당선되었으며, 나카노와타리 후보는 비례부활로 당선됐다.
2012년 제46회 총선, 2014년 제47회 총선에서는 에토 의원이 상대후보에게 차점 이하의 비례부활 당선을 허락하지 않고 큰 득표차로 당선되었다. 2017년 제48회 총선에서는 선거구가 크게 바뀌면서 옛 2구에서 무쓰시와 시모키타군이 1구로, 하치노헤시, 산노헤군이 3구에서 넘어왔다. 이에 에토 의원은 1구로 지역구를 옮기고 도호쿠 블록에 비례대표로 단독출마했고, 이토 의원의 빈자리는 옛 3구를 지반으로 뒀던 오사마 다다모리 의원이 당선되면서 12선 의원이 되었다.

## 역대 국회의원
| 선거          | 선거            | 의원          | 정당   |
| ------------- | --------------- | ------------- | ------ |
|               | 1996년 제41회   | 에토 아키노리 | 자민당 |
|               | 2000년 제42회   | 미무라 신고   | 민주당 |
|               | 2003년 제43회   | 에토 아키노리 | 자민당 |
| 2005년 제44회 |                 | 에토 아키노리 | 자민당 |
| 2009년 제45회 |                 | 에토 아키노리 | 자민당 |
| 2012년 제46회 |                 | 에토 아키노리 | 자민당 |
| 2014년 제47회 |                 | 에토 아키노리 | 자민당 |
| 2017년 제48회 | 오시마 다다모리 |               | 자민당 |

## 같이 보기
- 아오모리현 선거구